# Décès en septembre 1996
Décès
- 1992
- 1993
- 1994
- 1995
- 1996
- 1997
- 1998
- 1999
- 2000

Pour une information complémentaire, voir la page d'aide.

| Date          | Nom                            | Activités | Âge | Source |
| ------------- | ------------------------------ | --- | --- | ------ |
| 1er septembre | Ljuba Welitsch                 | soprano autrichienne | 83  |        |
| 1er septembre | Georges Robert                 | organiste Français | 91  |        |
| 1er septembre | Vagn Holmboe                   | compositeur danois | 86  |        |
| 1er septembre | frère Adam                     | moine bénédictin et auteur britannique                                                                                  | 76  |        |
| 2 septembre   | Lord Julian Amery of Lustleigh | politicien britannique. Ancien ministre                                                                                 | 70  |        |
| 2 septembre   | Rukmini Sudjono                | politicienne indienne                                                                                                   | ?   |        |
| 2 septembre   | Mike Nunally                   | boxeur américain | 23  |        |
| 2 septembre   | Otto C. Luening                | compositeur, chef d’orchestre et flûtiste américain                                                                     | 96  |        |
| 2 septembre   | Emily Kame Kngwarreye          | peintre aborigène australienne                                                                                          | ?   |        |
| 2 septembre   | Charles Hughes Kirbo (en)      | avocat américain | 79  |        |
| 2 septembre   | Irène Corday                   | actrice française | ?   |        |
| 2 septembre   | André Chastagnol               | historien français | 76  |        |
| 2 septembre   | Jean Bousquet                  | acteur Français | 73  |        |
| 3 septembre   | Al Zorilla                     | joueur de baseball américain.                                                                                           | 77  |        |
| 3 septembre   | Hervé Morin                    | organiste français | 83  |        |
| 3 septembre   | Og Mandino                     | auteur américain. | ?   |        |
| 3 septembre   | Gérard Gaud                    | sénateur français | 71  |        |
| 3 septembre   | Lucien C. LeFrançois           | entrepreneur québécois                                                                                                  | 78  |        |
| 3 septembre   | John Cheek                     | homme d’affaires des îles Malouines                                                                                     | ?   |        |
| 4 septembre   | Rose Williams                  | sœur de Tennessee Williams.                                                                                             | 87  |        |
| 4 septembre   | Guillermina Rico               | syndicaliste mexicain                                                                                                   | 63  |        |
| 4 septembre   | Babe Dahlgren (en)             | joueur de baseball américain.                                                                                           | 84  |        |
| 4 septembre   | Victor Aaron                   | acteur américain | 39  |        |
| 5 septembre   | François Vallat                | général d'armée aérienne français, ancien élève de l'École des pupilles de l'air et de l'École de l'air                 | ?   |        |
| 5 septembre   | Richard Clement Thomas         | journaliste et joueur de rugby britannique                                                                              | 67  |        |
| 5 septembre   | Leonard Katzman                | réalisateur américain                                                                                                   | 69  |        |
| 5 septembre   | Mounir Dridi                   | cinéaste et scénariste français                                                                                         | ?   |        |
| 6 septembre   | Tun Azmi Mohamed               | juge de la Cour suprême de Malaisie                                                                                     | ?   |        |
| 6 septembre   | Gilles Edelman                 | président de l’Académie de chirurgie de France.                                                                         | ?   |        |
| 6 septembre   | John White (en)                | homme politique canadien                                                                                                | 71  |        |
| 7 septembre   | Eyre de Lanux                  | peintre, écrivain et designer d’Art déco américaine                                                                     | 100 |        |
| 7 septembre   | Willie Miranda                 | joueur de baseball américain                                                                                            | ?   |        |
| 7 septembre   | Arthur S. Flemming             | Secrétaire américain de la Santé, Éducation et des Services sociaux de 1958 à 1961                                      | 91  |        |
| 7 septembre   | Arda C. Bowser (en)            | joueur américain de football américain                                                                                  | ?   |        |
| 7 septembre   | Joseph Biroc                   | directeur de la photographie américain. Oscar en 1974.                                                                  | 93  |        |
| 7 septembre   | Bibi Besch                     | actrice américaine | 54  |        |
| 7 septembre   | Abdelmadjid Alahoum            | militaire et homme politique algérien                                                                                   | 62  |        |
| 8 septembre   | Larbi Mohammedi                | boxeur français | 23  |        |
| 8 septembre   | Onib Olmedo                    | peintre expressionniste philippin                                                                                       | 59  | (en)   |
| 8 septembre   | Jacques Schmidt                | costumier de théâtre français                                                                                           | 63  |        |
| 9 septembre   | Mgr Joachim Ruhuna (it)        | archevêque du Burundi                                                                                                   | ?   |        |
| 9 septembre   | Yves Régis                     | homme d’affaires français                                                                                               | 76  |        |
| 9 septembre   | Edgard Pillet                  | peintre et sculpteur français                                                                                           | ?   |        |
| 9 septembre   | Robert A. Nisbet               | sociologue américain | 82  |        |
| 9 septembre   | Bill Monroe                    | chanteur et instrumentiste américain.                                                                                   | 84  |        |
| 9 septembre   | Ruggero Mastroianni            | chef opérateur italien.                                                                                                 | 66  |        |
| 10 septembre  | Plantagenet Somerset Fry (en)  | écrivain britannique | 65  |        |
| 10 septembre  | Sapphire                       | catcheuse américaine | 61  |        |
| 10 septembre  | Charles Metzinger              | sénateur français | 67  |        |
| 10 septembre  | Lee Baker                      | guitariste de blues américain                                                                                           | 50s |        |
| 11 septembre  | Deane Malott (en)              | éducateur américain. | ?   |        |
| 11 septembre  | Brenda Forbes                  | actrice américaine | 77  |        |
| 11 septembre  | Louise Fitch                   | actrice américaine | 81  |        |
| 12 septembre  | Mark Gruenwald                 | scénariste de BD américain                                                                                              | 43  |        |
| 12 septembre  | Ernesto Geisel                 | président du Brésil de 1974 à 1979                                                                                      | 89  |        |
| 12 septembre  | Joanne Dru                     | actrice américaine | 74  |        |
| 12 septembre  | Pierre Cornet                  | député français | 85  |        |
| 12 septembre  | Eleazar de Carvalho            | chef d’orchestre brésilien.                                                                                             | 84  |        |
| 13 septembre  | Wiktor Woroszylski             | écrivain polonais. | 72  |        |
| 13 septembre  | Wang Shoudao                   | politicien chinois | ?   |        |
| 13 septembre  | Tupac Shakur                   | acteur et chanteur de rap américain                                                                                     | 25  |        |
| 13 septembre  | Royal Marcoux                  | auteur de télé-romans québécois                                                                                         | ?   |        |
| 13 septembre  | Jane Baxter                    | actrice britannique | 87  |        |
| 14 septembre  | Arménak Erévanian              | footballeur français | 81  |        |
| 14 septembre  | Juliet Prowse                  | actrice et danseuse américaine                                                                                          | 59  |        |
| 14 septembre  | Rose Ouellette                 | dite La Poune. Actrice et directrice de théâtre québécoise                                                              | 93  |        |
| 14 septembre  | Joe Martin (en)                | premier entraîneur américain de Cassius Clay                                                                            | 80  |        |
| 14 septembre  | Silas Roy Crain                | chanteur de gospel américain                                                                                            | 85  |        |
| 15 septembre  | Ottis Toole                    | tueur en série américain                                                                                                | 49  |        |
| 15 septembre  | Joan Perry (en)                | actrice américaine | 85  |        |
| 15 septembre  | Larry Douglas                  | acteur américain | 82  |        |
| 15 septembre  | Michel Homar                   | footballeur français devenu entraîneur                                                                                  | 83  |        |
| 16 septembre  | Gene Nelson                    | chanteur et acteur américain                                                                                            | 76  |        |
| 16 septembre  | Allan Malamud                  | chroniqueur sportif américain                                                                                           | 54  |        |
| 16 septembre  | Horace Hornung                 | maître français de l’Oratoire du Louvre depuis 1952                                                                     | ?   |        |
| 16 septembre  | McGeorge Bundy                 | conseiller présidentiel américain pour la sécurité nationale dans les cabinets de John F. Kennedy et Lyndon B. Johnson. | 77  |        |
| 17 septembre  | Isabelle Hebey                 | architecte Française d’intérieur                                                                                        | 61  |        |
| 17 septembre  | Cyril Gardiner                 | hôtelier srilankais | ?   |        |
| 17 septembre  | Spiro T. Agnew                 | ancien vice-président des États-Unis de 1968 à 1973                                                                     | 77  |        |
| 18 septembre  | Clarence Wilson                | basketteur américain. Ancien des Globetrotters de Harlem dans les années 1940.                                          | 80  |        |
| 18 septembre  | Kimmo Nevonmaa                 | compositeur finlandais.                                                                                                 | 36  |        |
| 18 septembre  | Malik Mohamed Qasim            | politicien pakistanais.                                                                                                 | ?   |        |
| 18 septembre  | Cornelia Laddé                 | nageuse néerlandaise.                                                                                                   | ?   |        |
| 18 septembre  | Latifa al-Zayyat               | Écrivaine égyptienne.                                                                                                   | 73  |        |
| 18 septembre  | Fernand Deligny                | instituteur et auteur Français                                                                                          | ?   |        |
| 18 septembre  | Tomás Cloma                    | Avocat et homme d'affaires philippin                                                                                    | 92  |        |
| 18 septembre  | Henri Caffarel                 | Fondateur Français des "Équipes Notre-Dame" ou E.N-D, mvt de spiritualité conjugale                                     | 93  |        |
| 18 septembre  | Bai Yang                       | actrice chinoise. | 76  |        |
| 18 septembre  | Annabella                      | actrice Française | 86  |        |
| 19 septembre  | Vera Korène                    | actrice française. | 95  |        |
| 19 septembre  | Hideji Hōjō                    | dramaturge japonais | ?   |        |
| 19 septembre  | Helmut Heissenbüttel           | romancier allemand. | 75  |        |
| 19 septembre  | Noureddine Aba                 | écrivain et dramaturge algérien                                                                                         | 74  |        |
| 20 septembre  | Paul Weston (en)               | compositeur et chef d’orchestre américain                                                                               | 84  |        |
| 20 septembre  | Alain Siniavine                | compositeur français | 80  |        |
| 20 septembre  | Max Manus                      | chef de la résistance norvégienne lors de la Seconde Guerre mondiale                                                    | 81  |        |
| 20 septembre  | Reuben Kamanga (en)            | homme politique zambien. Ancien ministre.                                                                               | 67  |        |
| 20 septembre  | Paul Erdos                     | mathématicien hongrois.                                                                                                 | 83  |        |
| 20 septembre  | Paul Draper (en)               | danseur américain | 86  |        |
| 20 septembre  | Ray Coleman (en)               | critique de musique et historien britannique                                                                            | 59  |        |
| 20 septembre  | Cheb Aziz                      | chanteur algérien | ?   |        |
| 21 septembre  | Anne-Marie Bauer               | Résistante française | 82  |        |
| 21 septembre  | Sabine Zlatin                  | Fondatrice polonaise en 1943 de la colonie pour enfants juifs d’Izieu                                                   | 89  |        |
| 21 septembre  | Henri Nouwen                   | prêtre et écrivain hollandais                                                                                           | 64  |        |
| 21 septembre  | Viviane Gosset                 | actrice française | 88  |        |
| 21 septembre  | Claus Holm                     | acteur allemand | 78  |        |
| 21 septembre  | Paolo De Poli                  | artiste, designer et peintre italien                                                                                    | 91  |        |
| 22 septembre  | Joanne Winter (en)             | golfeuse et joueuse de baseball américaine                                                                              | ?   |        |
| 22 septembre  | Mohamed Ben Ahmed Abdelghani   | ancien premier ministre algérien                                                                                        | ?   |        |
| 22 septembre  | Ludmilla Chiriaeff             | danseuse et chorégraphe canadienne                                                                                      | 72  |        |
| 23 septembre  | Silk Smitha                    | actrice indienne. | 33  |        |
| 23 septembre  | Dorothy Lamour                 | actrice et chanteuse américaine                                                                                         | 81  |        |
| 23 septembre  | René Legrand                   | peintre, céramiste et décorateur d'intérieur français                                                                   | 72  |        |
| 23 septembre  | Károly Kárpáti                 | lutteur hongrie. | 90  |        |
| 23 septembre  | Fujio Fujiko                   | dessinateur de BD japonais                                                                                              | ?   |        |
| 23 septembre  | Joe Borowski                   | militant canadien contre l’avortement                                                                                   | 82  |        |
| 24 septembre  | Pavel Soudoplatov              | Chef des services secrets soviétiques sous Joseph Staline                                                               | 89  |        |
| 24 septembre  | Zeki Müren                     | acteur et chanteur turc                                                                                                 | ?   |        |
| 24 septembre  | Mark Frankel (en)              | acteur britannique | 34  |        |
| 25 septembre  | Walter N. Ridley               | premier Noir à recevoir un doctorat d’une université d’un État du Sud des États-Unis.                                   | 86  |        |
| 25 septembre  | Heinz Hengelman                | acteur allemand | 85  |        |
| 25 septembre  | Yves Heller                    | journaliste Français | 50  |        |
| 25 septembre  | Nicu Ceausescu                 | fils de l’ancien dictateur roumain                                                                                      | 45  |        |
| 26 septembre  | Alicja Iwańska                 | Sociologue polonaise.                                                                                                   | 78  | (en)   |
| 26 septembre  | Geoffrey Wilkinson             | chimiste britannique. Prix Nobel en 1973                                                                                | 75  |        |
| 26 septembre  | Léon Raffin                    | peintre français. | 90  |        |
| 27 septembre  | Ri Sung Gi                     | chimiste sud-coréen. Cofondateur des chaînes de magasins Rossy et Dollarama.                                            | 79  |        |
| 27 septembre  | Claude Patry                   | chanteur country québécois                                                                                              | 55  |        |
| 27 septembre  | Claude Kelman                  | Cofondateur polonais du Crif.                                                                                           | 89  |        |
| 28 septembre  | Maurice Valency (en)           | dramaturge américain | 93  |        |
| 28 septembre  | Andréï Suraikin                | patineur artistique russe, médaille d’or à Sapporo en 1972                                                              | ?   |        |
| 28 septembre  | François Renard                | journaliste français | 67  |        |
| 28 septembre  | Mohammed Nadjibullah           | président de l’Afghanistan de 1986 à 1992                                                                               | 49  |        |
| 28 septembre  | Isabel Marie                   | écrivain français | 53  |        |
| 28 septembre  | Marcos Aurelio Di Paulo        | footballeur argentin | 76  | (es)   |
| 28 septembre  | Leslie Crowther (en)           | acteur britannique | 63  |        |
| 29 septembre  | Claude Vernier                 | acteur français | 83  |        |
| 29 septembre  | Shūsaku Endō                   | écrivain japonais. | 73  |        |
| 29 septembre  | Davia                          | chanteuse d’opérette et de music-hall française                                                                         | 98  |        |
| 29 septembre  | Claire Bonenfant               | militante féministe québécoise                                                                                          | 71  |        |
| 29 septembre  | Albert Ayguesparse             | poète et romancier belge.                                                                                               | 96  |        |
| 30 septembre  | George Zuckerman (en)          | scénariste américain | 80  |        |
| 30 septembre  | Moneta Sleet Jr. (en)          | photographe américain Prix Pulitzer en 1968                                                                             | 70  |        |
| 30 septembre  | Marcel Mansat                  | footballeur français | 71  |        |
| 30 septembre  | Frances Lear (en)              | éditrice américaine | 73  |        |
| 30 septembre  | Otto Glaus                     | architecte suisse. | ?   |        |
| 30 septembre  | Élisabeth Gille                | auteure française | 59  |        |